# Matías Jonathan Platero
Matías JonathanPlatero est un joueur international argentin de rink hockey né le 17 janvier 1988. Il évolue, en 2017, au sein du Sporting Clube de Portugal.

## Palmarès
En 2015, il participe au championnat du monde de rink hockey en France.